# Lacey Nymeyer
Lacey Pearl Nymeyer (-John)(Tucson, 29 de outubro de 1985) é uma nadadora norte-americana, ganhadora de uma medalha de prata em Jogos Olímpicos.
Nos Jogos Olímpicos de Pequim 2008, ficou em 12º lugar nos 100 metros livres e ganhou a prata no revezamento americano dos 4x100m livres.